# Биман (Ајова)
Биман (енгл. Beaman) град је у америчкој савезној држави Ајова. По попису становништва из 2010. у њему је живело 191 становника.

## Демографија
Према попису становништва из 2010. у граду је живело 191 становника, што је -19 (-9.0%) становника више него 2000. године.
| Група             | 2000.       | 2010.       |
| Белци             | 209 (99,5%) | 183 (95,8%) |
| Афроамериканци    | 0 (0,0%)    | 0 (0,0%)    |
| Азијати           | 0 (0,0%)    | 1 (0,5%)    |
| Хиспаноамериканци | 0 (0,0%)    | 2 (1,0%)    |
| Укупно            | 210         | 191         |